# Elektrische tram

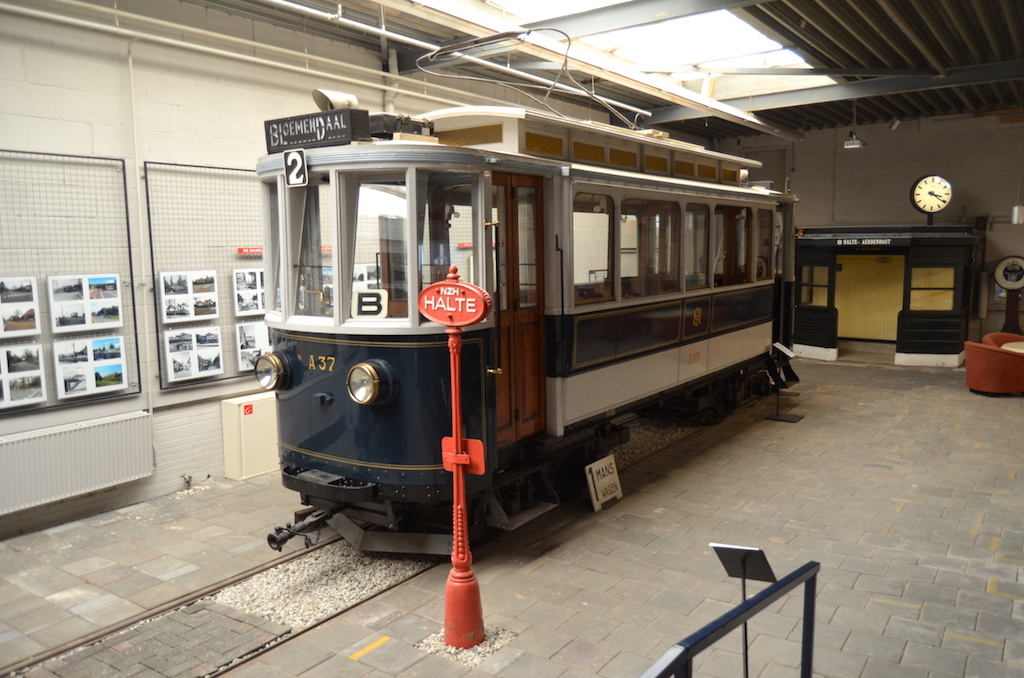
De oudste bestaande elektrische tram in Nederland (NZH A37) ging in 1899 in dienst bij de ENET tussen Haarlem en Zandvoort.

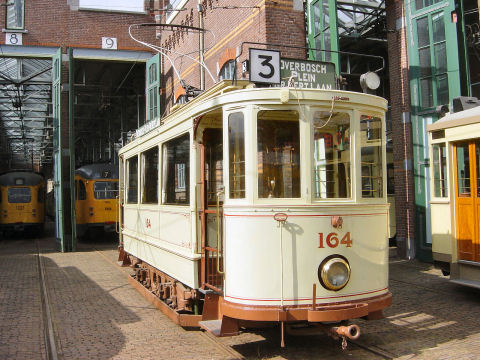
Motorwagen 164 uit 1908 van de Haagse tram met stroomafname via een sleepbeugel.

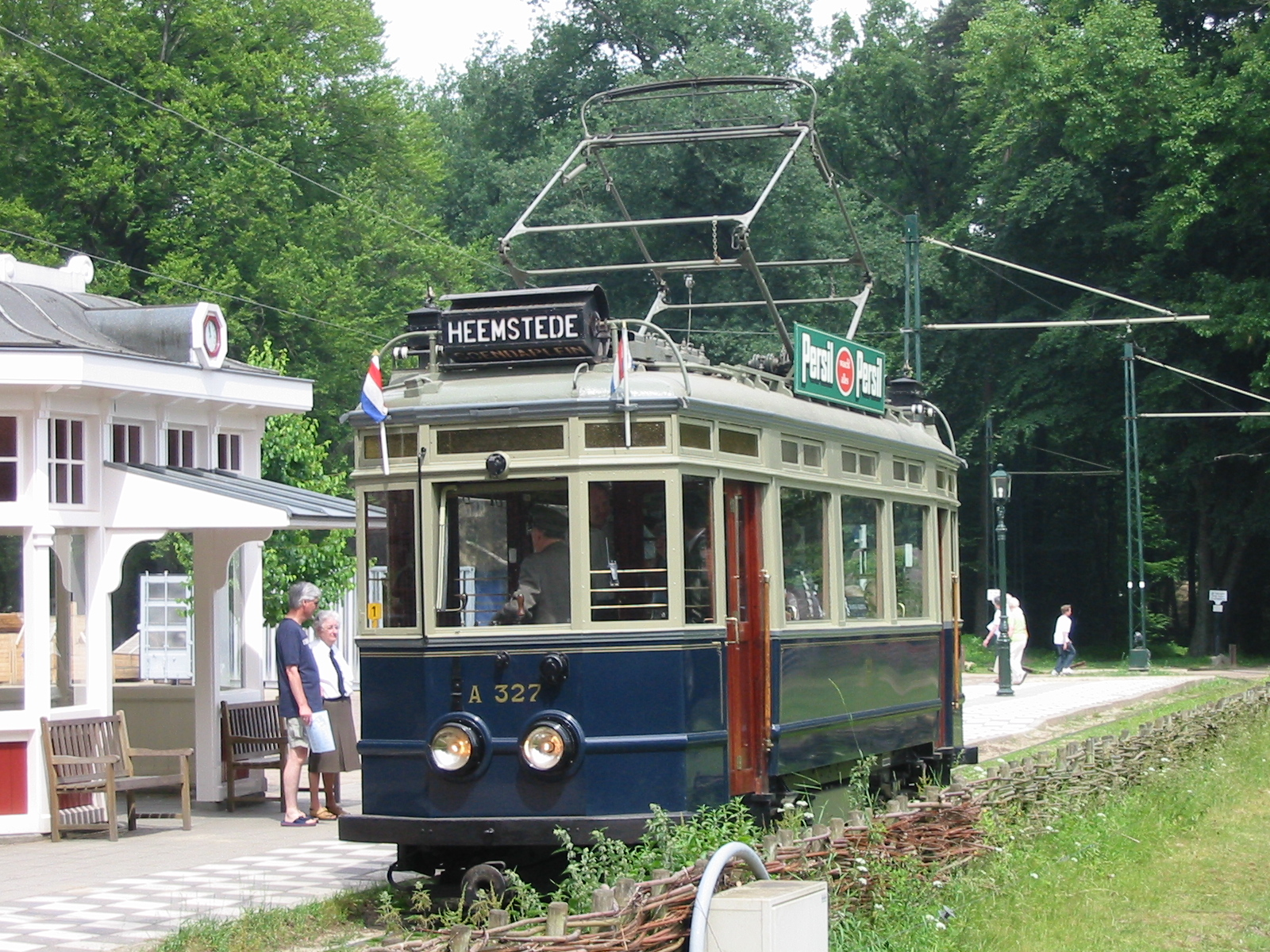
Motorwagen NZH A327 uit 1913 in actie in het Nederlands Openluchtmuseum te Arnhem

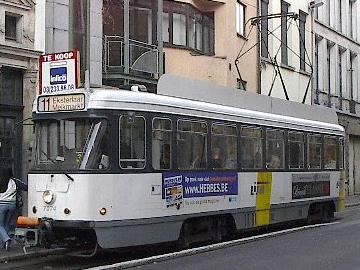
Een Antwerpse tram van het type PCC-car.

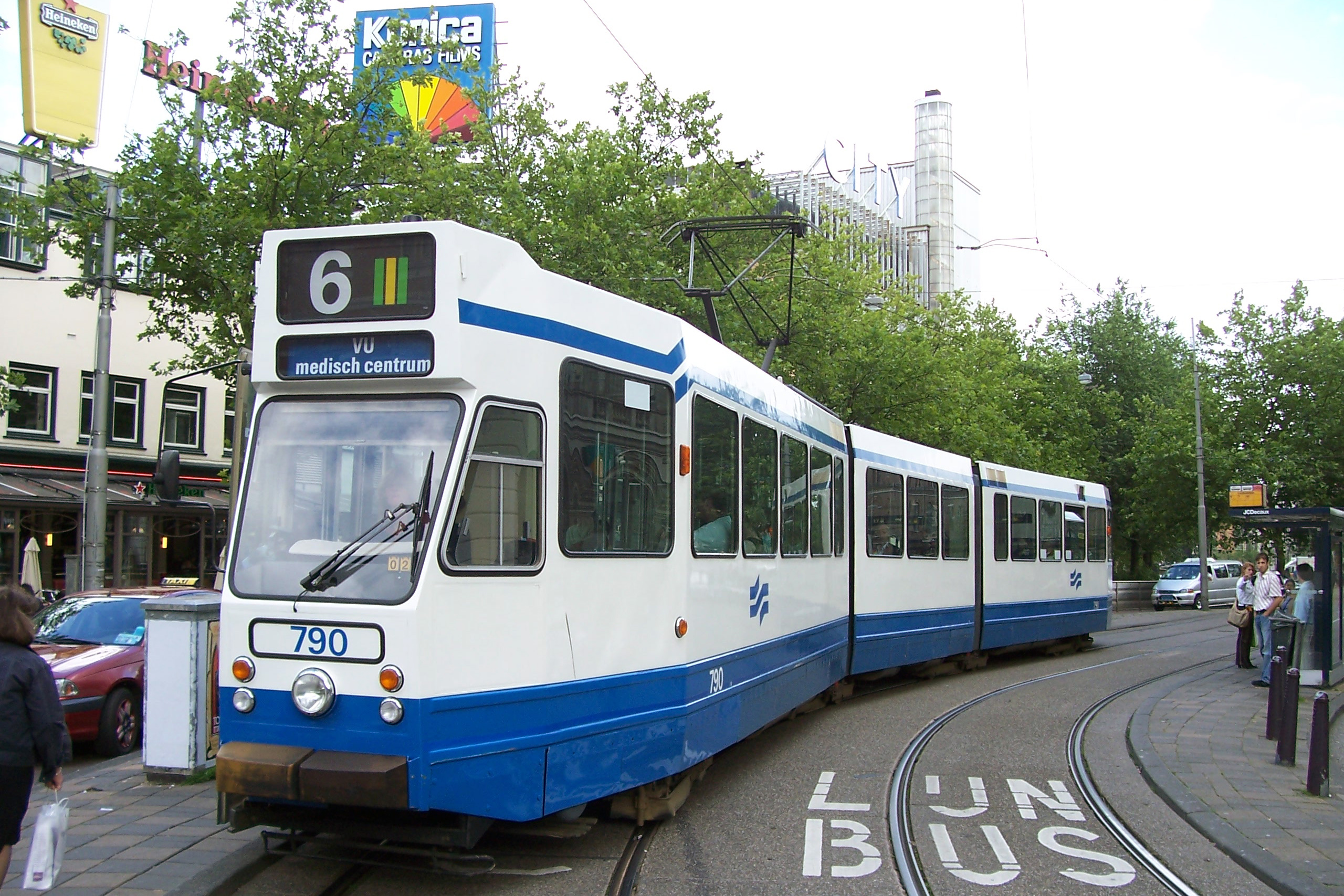
Een type gelede Amsterdamse tram dat dienst deed tussen 1979 en 2016.

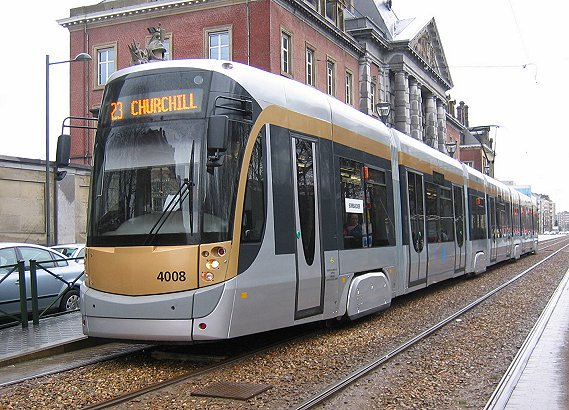
Brusselse lagevloertram van het type Cityrunner.

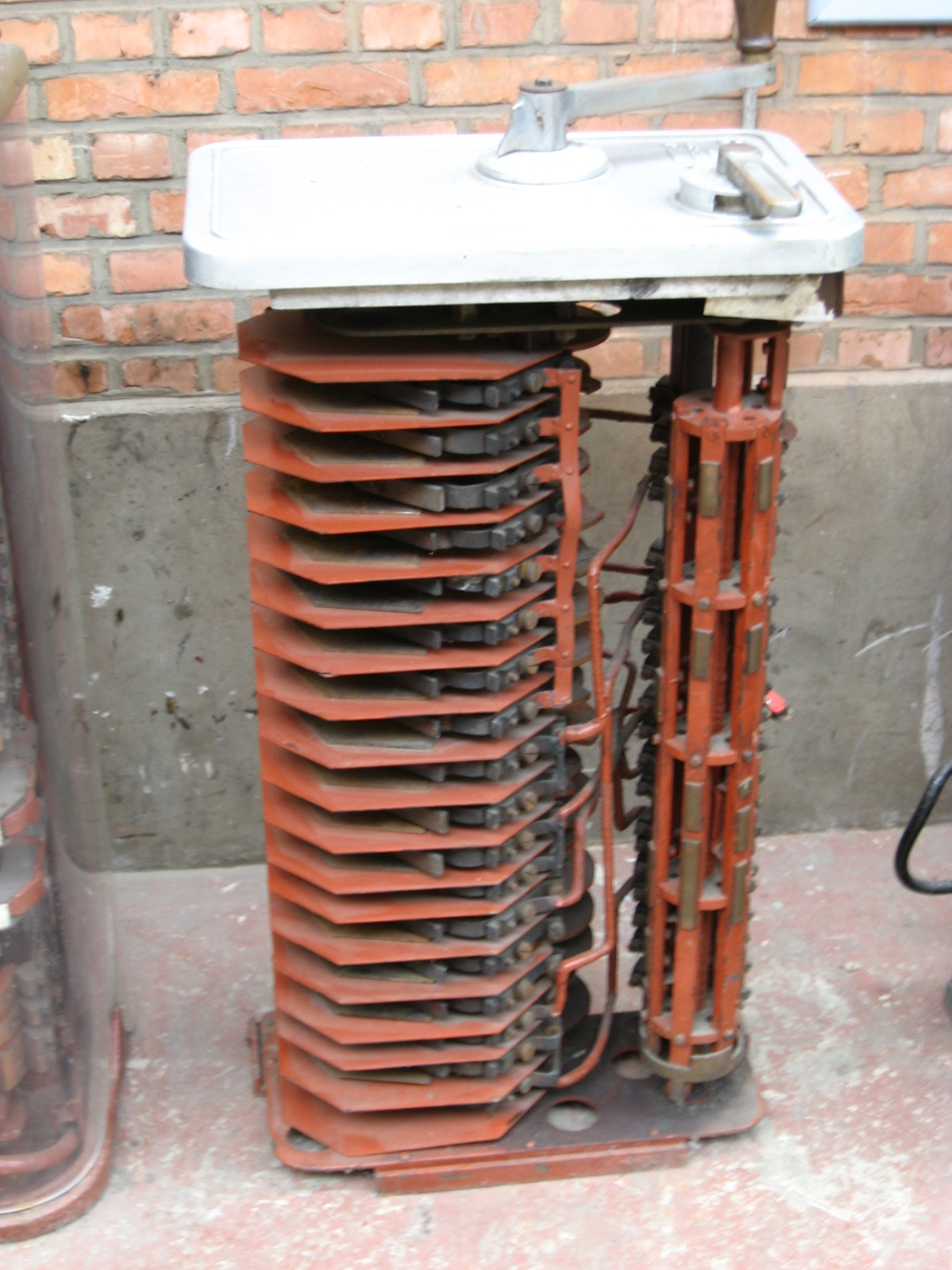
Een oude nokkenschakelkast waarmee de rij- en remstroom kan worden geregeld.

Een elektrische tram is een tram met elektriciteit als energiebron voor de voortbeweging. Bij moderne trams wordt er ook geremd op de elektromotor, waarbij deze als generator werkt en elektrische stroom genereert. Daarnaast worden er mechanische remtechnieken of de elektrische railrem gebruikt. De uitvinding is door de in Lichtervelde (België) geboren Karel Van de Poele in Amerika gepatenteerd in 1890. In veruit de meeste gevallen komt de energie via een bovenleiding bij het tramvoertuig.

## Eerste elektrische trams
Sinds 1835 werd er geëxperimenteerd met railvoertuigen op elektrische accu's. In 1875 reed de eerste elektrische tram op die manier in de Russische stad Sestroresk. De uitvinder was Fyodor Pirotsky. In september 1880 experimenteerde hij er mee in St. Petersburg.
De tweede elektrisch voortbewogen tram reed in 1881 in Lichterfelde bij Berlijn. Dit was een experiment van de firma Siemens & Halske. De elektriciteit werd aangevoerd door een van de rails, terwijl de andere rail de stroom afvoerde.
Na 1890 groeide het aantal steden met een elektrische tram in diverse Europese landen en in Amerika. Veel paardentrams en stoomtrams werden —vooral in de steden, en later ook daarbuiten— vervangen door elektrische trams. Ook werd het nu mogelijk om meer hellingrijke trajecten met trams te berijden, waar dit met paarden- of stoomtractie niet mogelijk was. De trams waren in de eerste jaren uitgevoerd als tweeasser.

## In België en Nederland
In België reden de eerste elektrische trams in 1894 in Brussel. Daarna kwamen ook in vele andere steden in België deze trams in bedrijf. Ook tussen steden en plaatsen -de zogenaamde buurttrams- gingen trams stapsgewijs en vanaf 1894 met elektrische tractie rijden. Lang niet alle lijnen werden geëlektrificeerd. 
In Nederland reed de eerste elektrische tram op accu's in de zomer van 1882 te Zandvoort. Het was geen succes. In 1890 gingen er accu-trams rijden tussen Den Haag en Scheveningen. Ook hier waren er veel problemen, maar toch bleven ze in dienst tot op 6 augustus 1904 de eerste elektrische tram met bovenleiding in Den Haag ging rijden.
De eerste trams met bovenleiding in Nederland reden op de tramlijn Aken - Vaals in 1895. In 1899 gevolgd door de lijn tussen Haarlem en Zandvoort. Een jaar later, in 1900, reed de eerste elektrische stadstram in Amsterdam. De bijzondere accutram tussen Den Haag en Scheveningen die vanaf 1890 reed, werd in 1904 vervangen door een beugeltram met bovenleiding. In Rotterdam kwam de elektrische tram in 1905 in gebruik en andere steden volgden. Het grootste interlokale elektrische trambedrijf werd de Blauwe Tram van de NZH, die in Noord- en Zuid-Holland een uitgebreid net van tramlijnen exploiteerde.

## Stroomafname
Na de eerste experimenten van Siemens met stroom via de rails, experimenteerden deze en anderen met stroom via bovenleidingen. Frank Julian Sprague vond uiteindelijk een manier om dit succesvol te doen via een trolleystang. Sindsdien worden bij elektrische trams de elektriciteit meestal aangevoerd door een draad (bovenleiding) die boven de trambaan hangt. Naast de trolleystang zijn ook de sleepbeugel of lyrabeugel gebruikt, tegenwoordig zijn (bijna) alle trams voorzien van een pantograaf. Elektrische stroom wordt door de stroomafnemer naar de tram gevoerd, waar deze wordt gebruikt om de motoren te laten werken. De retourstroom loopt via de wielen en de rails.
De eerste elektrische trams in Nederland haalden de stroom uit loodaccu's. Dit is slechts toegepast bij de reeds in 1890 geleverde accutrams, die reden tussen Den Haag en Scheveningen. Om bedrijfseconomische redenen werden ze al in 1904 vervangen door een beugeltram.
Vroeger waren in sommige steden bovenleidingen verboden. De bovenleiding werd dan vervangen door een gleuf tussen de sporen waardoor een stroomafnemer kon glijden. De moderne variant hiervan is het APS systeem in Bordeaux.

### Elektrische spanning
De meeste trams rijden op gelijkstroom, meestal met een spanning van 600 V of 750 V. Vroeger werden bij interlokale trams ook hogere spanningen toegepast, zoals 1200 V. Tot circa 1980 vond de vermogensregeling bij gelijkstroomtrams plaats met voorschakelweerstanden, die een deel van de elektrische energie omzetten in warmte. Ook werd de groepering van de tractiemotoren aangepast: ze werden in serie of parallel geschakeld. In de jaren na 1980 kwam de thyristor-sturing (choppers) in zwang, en na 1990 de draaistroomtractie. Deze laatste twee technieken zijn ieder energiezuiniger dan hun voorganger.

### Alternatieve stroomvoorzieningen
De techniek staat niet stil en de meeste spoorwegmaterieelbouwers bieden diverse alternatieven aan.

#### Via de grond
- Alstom heeft het APS systeem van Innorail gekocht. Het is als eerste geïntroduceerd in Bordeaux.
- Bombardier heeft het contactloze systeem "Primove" geïntroduceerd. Dit systeem werkt door middel van inductie. Hiervoor zijn tussen de sporen inductielussen verwerkt.
- Ansaldo STS heeft de "Tramwave" geïntroduceerd. Hierbij wordt door middel van een magneet de contactstrip naar boven getrokken.

#### Via energieopslag
Diverse bouwers ontwikkelen energieopslagsystemen —batterijen en/of supercondensatoren— om de draadloze gedeeltes van de tramlijn te berijden. Dit in combinatie met recuperatie van de remenergie, waardoor het energiegebruik minder is. Hoewel er veel trams zijn uitgerust met remenergierecuperatie, heeft dit alleen zin als de bovenleiding deze energie nuttig kan gebruiken, wat niet altijd het geval is. Voordeel van deze nieuwe energiebeheersystemen is dat de bovenleiding veel minder piekbelastingen heeft, daar de opgeslagen energie ook gebruikt wordt om snel op trekken. In tegenstelling tot batterijen kunnen supercondensatoren heel snel opgeladen worden. Voor het opladen is de normale halteringstijd bij de haltes voldoende, waardoor er alleen een stroomvoorziening bij de haltes nodig is. Met deze energieopslagsystemen wordt ook geëxperimenteerd op de huidige tramnetten met de inbouw van deze systemen in een paar gewone trams.
- CAF met de ACR (Rapid Charge Accumulator)
- Siemens met de Sitras HEautomatische metro's. Hierbij wordt het voertuig niet aangedreven door een elektrische motor, maar contactloos, met behulp van magneetvelden. Voordeel hierbij is dat de versnelling en remming van het voertuig niet afhankelijk zijn van de adhesie tussen het spoorwiel en de rail. In tegenstelling tot een magneettrein rijdt het voertuig wel op spoorwielen.